# Kapelle zur Hl. Bernadette (Obergeich)

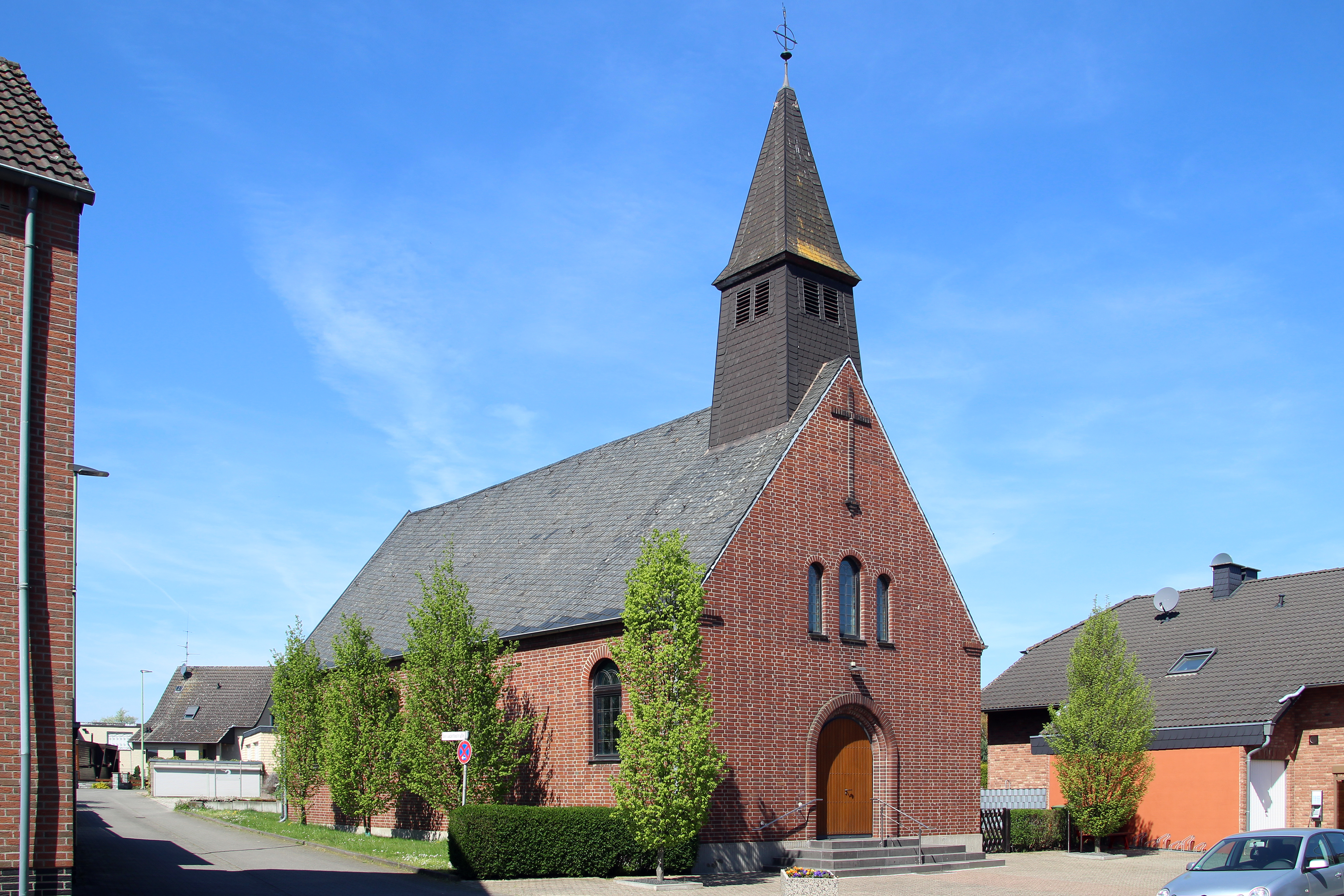
Bernadettekapelle in Obergeich

Die Kapelle zur Hl. Bernadette ist die römisch-katholische Kapelle des Ortsteils Obergeich der Gemeinde Langerwehe im Kreis Düren (Nordrhein-Westfalen).

## Geschichte
Planungen für eine Kapelle in Obergeich gab es mindestens seit den 1920er Jahren. Am 4. Dezember 1923 gründete sich ein Kapellenbauverein mit dem Ziel zum Bau einer Kapelle für Obergeich. Genau zehn Jahre später, nämlich am 23. September 1934, erfolgte die Grundsteinlegung zum Kapellenbau. Am 9. Dezember 1934 wurde die Kapelle bereits eingeweiht und der französischen Ordensschwester Bernadette Soubirous gewidmet.
Seitdem ist die Kapelle im Besitz des Kapellenbauvereins Obergeich. Im Zweiten Weltkrieg ist die Kapelle sehr stark beschädigt worden, lediglich die Außenmauern waren nicht zerstört. Bereits 1946 begann man mit dem Wiederaufbau des Gotteshauses.